# 7093 Jonleake
A 7093 Jonleake (ideiglenes jelöléssel 1992 OT) a Naprendszer kisbolygóövében található aszteroida. Eleanor F. Helin fedezte fel 1992. július 26-án.